# Rubus thurstonii
Rubus thurstonii är en rosväxtart som beskrevs av Rilstone. Rubus thurstonii ingår i släktet rubusar, och familjen rosväxter. Inga underarter finns listade i Catalogue of Life.